# Corinna testacea
Corinna testacea là một loài nhện trong họ Corinnidae.
Loài này thuộc chi Corinna. Corinna testacea được Richard C. Banks miêu tả năm 1898.